# Universitat Amílcar Cabral
La Universitat Amílcar Cabral (UAC; en portuguès: Universidade Amílcar Cabral) és una institució pública d'ensenyament superior de Guinea-Bissau. És l'única universitat pública del país.
Fundada el 1999 amb la missió de federar les diverses institucions superiors del país, es va tancar bruscament el 2008; a partir del 2010 va experimentar una profunda reestructuració, que va culminar amb la represa de les activitats el 2013, amb el nomenament d'un nou consell d'administració.
El 2020, el sistema federatiu de la UAC estava format per la Facultat de Dret, la Facultat d'Humanitats i la Facultat de Medicina, a més de l'Escola Nacional d'Administració i l'Escola Superior d'Educació de Guinea-Bissau.
Amb una rectoria instal·lada a la ciutat de Bissau, la universitat va ser nomenada en honor d'Amílcar Cabral, considerat l'ideòleg de la independència del país.

## Història
Les institucions membres del sistema universitari de la UAC van sorgir gradualment, la més antiga de les quals és l '"Escola de Qualificació de Professors de Bolama General Arnaldo Sachutz", instituïda pel Decret llei 45908, de 10 de setembre de 1964, plenament operatiu des del 13 de febrer de 1967; el 1975 es va convertir en l'Escola Nacional Amílcar Cabral. L'any 1972 ja havia aparegut l'Escola d'Ensenyament Primària de Bissau, que es convertiria, el 1975, en l'Escola Nacional 17 de Fevereiro.
L'any 1979 suposaria una explosió de l'oferta docent amb l'obertura de l'Escola de Dret (actual Facultat de Dret de Bissau), l'Escola Normal Superior Tchico Té (primer a oferir veritablement l'ensenyament superior, el 1983-84) i l'Escola Nacional d'Educació Física i Esports. El Centre de Formació Administrativa (actualment Escola Nacional d'Administració) es va obrir el 1982 i la Facultat de Medicina només es fundaria el 1986.

### Creació de la UAC
La majoria de les institucions que formen el sistema federatiu de la UAC ja estaven en funcionament quan es va iniciar una discussió rellevant sobre la importància d'una universitat pública el 1984, però no hi havia voluntat política i recursos pressupostaris per gestionar el projecte. Fins i tot es va pensar en la cooperació soviètica i cubana per dur a terme una universitat que reunia cursos aïllats. La discussió, però, es va ajornar a la dècada de 1990, com a conseqüència del col·lapse del sistema socialista i de l'obertura política nacional.
La UAC fou creada pel decret n. 6/99 de 6 de desembre de 1999, com a universitat pública de gestió privada/autònoma, gestionada per la fundació privada Fundação para Promoção do Ensino e da Cultura (FUNPEC). La FUNPEC era composta pel govern de Guinea Bissau i la universitat privada portuguesa Universitat Lusòfona d'Humanitats i Tecnologies.
Va iniciar les seves operacions el 13 de novembre de 2003 quan fou inaugurada pel president interí Henrique Pereira Rosa. Gradualment, la universitat hauria de federalitzar les institucions d'ensenyament superior del país, començant per la Facultat de Dret.
A partir de 2006, l'Escola Nacional de Saúde (ENS), juntament amb la seva principal institució, la Facultat de Medicina Raúl Diaz Arguelles, passaren a formar part de la UAC.
El 3 de novembre de 2008 el govern va al·legar falta de condicions per finançar la institució, declarant de seguida la seva cessió a la Universitat Lusófona de Portugal. L'anterior rector de l'UAC, Alberto Sanhá, ha considerat, en una entrevista al canal  Xarxa de Notícies Portuguesa , l'acord com "un negoci brut". El mateix dia una Associació dels Professors de la UAC va qüestionar la legitimitat de l'executiu per alterar l'estatut jurídic de l'establiment, afirmant estar sorprès per la forma com s'ha tractat l'afer, apel·lant a la intervenció Ministeri Públic perquè es procedís a realitzar l'auditoria de la gestió financera de la universitat.
Amb el traspàs total de la institució al capital privat, algunes facultats, com ara la de medicina i dret (fins a les entitats integrades a la UCA), es desafiliaren i tornaren a ser autònomes.

### Reestructuració
Des de 2010 el govern guineà va intentar reestructurar la institució amb la signatura d'un conveni de cooperació amb el govern brasiler a través de la Universitat de la Integració Internacional de la Lusofonia Afro-Brasilera (UNILAB) mitjançant l'estructuració administrativa i la formació de professors.
El 2013, després de cinc anys de desactivació, la UAC va reprendre les seves activitats, amb el nomenament d'un nou òrgan administratiu, rector i vicepresident. El setembre de 2014 fou nomenat rectora de la universitat l'exministra Zaida Maria Lopes Pereira Correia. En 2014 es va iniciar una negociació per a la integració de la estructura de la Facultat de Dret de Bissau, com a unitat orgànica de la UAC.
En 2015 la UAC va realitzar diversos esdeveniments de caràcter acadèmic, en cas de no tornar a obrir oficialment les seves activitats per a l'any lectiu 2015/2016. La seva reobertura va ser possible gràcies a un altre conveni, aquesta vegada amb la UNESCO (UNESCO) per adquirir materials per a cursos de llicenciatura en tecnologies.
El 23 de juny de 2016 aconseguí organitzar la primera biblioteca universitària del país, la Biblioteca Central Russell Hamilton, amb la dotació de llibres de la biblioteca particular del professor estatunidenc Russell Hamilton, un dels entusiastes de la UAC, mort el febrer de 2016.

## Institucions orgàniques i associades
Amb un sistema federatiu, des del 2020 la UAC està composta per tres col·legis i dues escoles superiors. A excepció de la Facultat d'Humanitats (FH), la resta de components del sistema estan sota supervisió conjunta, amb un alt grau d'autonomia.
- Facultat d'Humanitats: l'única facultat sota la seva tutela completa;
- Facultat de Dret de Bissau: supervisat conjuntament, des del 2016, pel Ministeri d'Educació Nacional, la Facultat de Dret de la Universitat de Lisboa i la Universitat Amílcar Cabral;[16]
- Facultat de Medicina Raúl Diaz Arguelles: La UAC, el Ministeri d'Educació Nacional, l'Escola Nacional de Salut i l'ambaixada de Cuba a Bissau han tutoritzat conjuntament des del 2020; també ofereix dos postgraus;[17]
- Escola Nacional d'Administració: L'any 2018, ENA-Bissau va passar a formar part de l'estructura de la institució sota supervisió conjunta amb el Ministeri d'Educació Nacional, per part del ministre de la funció pública i la reforma administrativa;
- Escola Superior d'Educació de Guinea-Bissau: Des del 2018, la UAC va començar a albergar una associació i tutela conjunta, amb vista a la futura integració completa amb l'Escola Superior d'Educació de Guinea-Bissau (ESEGB), que reuneix les unitats següents: Escola Normal Superior Tchico Té (ENSTT), Escola Nacional d'Educació Física i Esport (ENEFD), l'Escola Nacional 17 de Fevereiro (EN-17F) i l'Escola Nacional Amílcar Cabral (ENAC). ESEGB i UAC mantenen una col·laboració conjunta amb la Universitat Virtual Africana (UVA) per a cursos d'educació a distància.[18]

## Rectors
| Nom                                | Mandat                                         | Afiliació                                     | Forma d'elecció         |
| ---------------------------------- | ---------------------------------------------- | --------------------------------------------- | ----------------------- |
| Tcherno Djaló                      | 13 de novembre de 2003 a 9 de desembre de 2005 | Facultat d'Economia                           | Nomenament presidencial |
| Augusto Idrissa Embaló             | 9 de desembre de 2005 a novembre de 2007       | Facultat de Ciències Agrícoles i Veterinàries | Nomenament parlamentari |
| Alberto Sanhá                      | novembre de 2007 a 3 de novembre de 2008       | Facultat de Dret de Bissau                    | Nomenament parlamentari |
| Interregne                         | –                                              | –                                             | –                       |
| Maria Odete da Costa Soares Semedo | 8 de gener de 2013 - 20 de setembre de 2014    | Escola Superior d'Educació de Guinea-Bissau   | Nomenament ministerial  |
| Zaida Maria Lopes Pereira Correia  | 20 de setembre de 2014 - 10 de janeiro de 2018 | Escola Superior d'Educació de Guinea-Bissau   | Nomenament ministerial  |
| Joel Aló Fernandes                 | 10 de janeiro de 2018 - 14 de setembro de 2018 | Facultat de Dret de Bissau                    | Nomenament ministerial  |
| Fodé Abulai Mané                   | 14 de setembro de 2018 - present               | Facultat de Dret de Bissau                    | Nomenament ministerial  |